# Denton (Cambridgeshire)

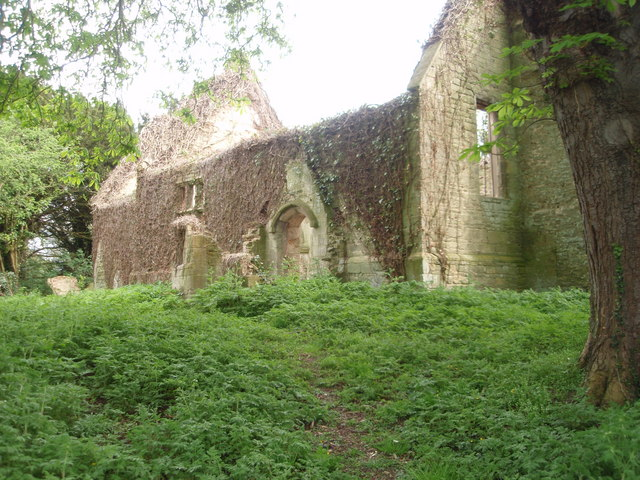
Ruïne van de oude kerk All Saints

Denton is een dorp in het Engelse graafschap Cambridgeshire. Het dorp ligt in het district Huntingdonshire en telt ca. 1250 inwoners.